# Corallium niveum
Corallium niveum är en korallart som beskrevs av Bayer 1956. Corallium niveum ingår i släktet Corallium och familjen Coralliidae. Inga underarter finns listade i Catalogue of Life.